# Josef Fischer (izraelski polityk)
Josef Fischer (hebr.: יוסף פישר, ang.: Yosef Fischer, ur. 11 stycznia 1920 w Budapeszcie, zm. 14 grudnia 1992) – izraelski polityk, w latach 1959–1969 poseł do Knesetu.

## Życiorys
Urodził się 11 stycznia 1920 w Budapeszcie. W 1935 wyemigrował do stanowiącej brytyjski mandat Palestyny. Związał się z Haganą i jako jej emisariusz służył w latach 1938–1940 w British Army.
W latach 1940–1943 służył w Jewish Settlement Police w kibucu Chanita oraz rejonie Zatoki Hajfy, następnie był instruktorem Hagany, a w 1947 dowódcą obozu treningowe w Kefar Azar koło Ramat Ganu. W latach 1947–1949 pracował jako manager w branży przemysłowej, a w 1949 założył własne przedsiębiorstwo – sklep z maszynami. Był aktywny w stowarzyszeniu małych przedsiębiorstw. W polityce związał się najpierw z Achdut ha-Awoda, a następnie w 1952 przystąpił do Mapai.
W wyborach parlamentarnych w 1959 po raz pierwszy dostał się do izraelskiego parlamentu z listy Mapai. W czwartym Knesecie zasiadał w komisjach budownictwa i spraw gospodarczych. W kolejnych wyborach uzyskał reelekcję, w Knesecie piątej kadencji ponownie objął miejsce w tych samych komisjach, a dodatkowo w komisji spraw publicznych. Po raz trzeci dostał się do parlamentu z listy Koalicji Pracy w  wyborach parlamentarnych w 1965. W szóstym Knesecie zasiadał w komisjach budownictwa, finansów i spraw gospodarczych. W następnych wyborach nie uzyskał reelekcji.
Zmarł 14 grudnia 1992 w wieku siedemdziesięciu dwóch lat.